# 萩尾匡也
萩尾 匡也（はぎお まさや、2000年12月28日 - ）は、熊本県菊池郡大津町出身のプロ野球選手（外野手）。右投右打。読売ジャイアンツ所属。

## 経歴

### プロ入り前
大津町立室小学校で4年生の時に野球を始め、大津町立大津北中学校在学時は硬式野球のクラブチームである北熊本ボーイズでプレーしていた。
文徳高等学校に進学し、1年春から4番を務めた。2年秋、3年春の熊本県大会で優勝し、同年夏の熊本大会は第1シードとして臨んだが、初戦（2回戦）で必由館に敗れた。3年間で甲子園大会出場はなし。高校通算46本塁打。高校の2学年先輩には児玉亮涼がいる。
慶應義塾大学に進学し、2年春からベンチ入り。公式戦初打席で本塁打を記録した。4年時には春のリーグ戦で5本塁打を記録し、ハーレムベースボールウィークの日本代表に選出された。また4年秋の東京六大学野球リーグリーグ戦では、打率.400（55打数22安打）、4本塁打、17打点で戦後16人目の三冠王となった。大学の同期に橋本達弥がいる。
2022年9月13日にプロ志望届を提出。その後同年のドラフト会議にて、読売ジャイアンツから2位指名を受け、10月23日に指名挨拶を受けた。11月19日に契約金7500万円、年俸1200万円（金額は推定）で巨人と仮契約し、背番号は12に決まった。担当スカウトは脇谷亮太。

### 巨人時代
2023年は、開幕を二軍で迎えるが、イースタン・リーグにて、5月は18試合に出場して月間打率.473という好成績を残し、ファーム月間MVP賞を受賞。5月28日に一軍に初昇格し、同日の阪神タイガース戦（甲子園）で、「7番・中堅手」として先発で初出場すると、3打席目に才木浩人から左前にプロ初安打を放った。しかし、その後は無安打が続き、6月4日に出場登録を抹消された。二軍では101試合に出場して、規定打席に達しチームトップの打率.283、7本塁打、36打点を記録したが、一軍では11試合の出場で、打率.063（16打数1安打）、10三振に終わった。11月18日、現状維持となる推定年俸1200万円で契約を更改した。11月25日からは台湾で開催されたアジア・ウィンター・リーグに参加し、17試合に出場して、7試合連続安打を記録するなど打率.326、1本塁打を記録した。
2024年は、開幕一軍入りを果たした。4月2日の中日ドラゴンズ戦では20打席目で初の適時打となる二塁打を放ち、プロ初打点を記録。翌4月3日の中日ドラゴンズ戦ではプロ初本塁打を記録した。

## 選手としての特徴
大学に進学以降、鈴木誠也のバッティングフォームを参考にしている。
ドラフト指名時点で遠投90mと、外野手として比較的弱肩が課題で、2023年シーズン前には橋本到コーチから送球の特訓を受けた。
笑顔が代名詞とも言われるほどであり、座右の銘は「笑門来福」。明るい性格であり、チームのムードメーカーになっている。

## 詳細情報

### 年度別打撃成績
| 年 度     | 球 団     | 試 合 | 打 席 | 打 数 | 得 点 | 安 打 | 二 塁 打 | 三 塁 打 | 本 塁 打 | 塁 打 | 打 点 | 盗 塁 | 盗 塁 死 | 犠 打 | 犠 飛 | 四 球 | 敬 遠 | 死 球 | 三 振 | 併 殺 打 | 打 率 | 出 塁 率 | 長 打 率 | O P S |
| --------- | --------- | ----- | ----- | ----- | ----- | ----- | -------- | -------- | -------- | ----- | ----- | ----- | -------- | ----- | ----- | ----- | ----- | ----- | ----- | -------- | ----- | -------- | -------- | ----- |
| 2023      | 巨人      | 11    | 16    | 16    | 0     | 1     | 0        | 0        | 0        | 1     | 0     | 0     | 0        | 0     | 0     | 0     | 0     | 0     | 10    | 0        | .063  | .063     | .063     | .125  |
| 2024      | 巨人      | 56    | 163   | 149   | 13    | 32    | 8        | 2        | 2        | 50    | 12    | 0     | 2        | 1     | 1     | 11    | 1     | 1     | 41    | 4        | .215  | .272     | .336     | .607  |
| 通算：2年 | 通算：2年 | 67    | 179   | 165   | 13    | 33    | 8        | 2        | 2        | 51    | 12    | 0     | 2        | 1     | 1     | 11    | 1     | 1     | 51    | 4        | .200  | .253     | .309     | .562  |

- 2024年度シーズン終了時

### 年度別守備成績
| 年 度 | 球 団 | 外野  | 外野  | 外野  | 外野  | 外野  | 外野     |
| 年 度 | 球 団 | 試 合 | 刺 殺 | 補 殺 | 失 策 | 併 殺 | 守 備 率 |
| ----- | ----- | ----- | ----- | ----- | ----- | ----- | -------- |
| 2023  | 巨人  | 7     | 3     | 0     | 0     | 0     | 1.000    |
| 2024  | 巨人  | 41    | 59    | 0     | 1     | 0     | .983     |
| 通算  | 通算  | 48    | 62    | 0     | 1     | 0     | .984     |

- 2024年度シーズン終了時

### 記録
初記録
- 初出場・初先発出場：2023年5月28日、対阪神タイガース8回戦（阪神甲子園球場）、「7番・中堅手」で先発出場[34]
- 初打席︰同上、3回表に才木浩人から中飛[34]
- 初安打：同上、8回表に才木浩人から左安[35]
- 初打点：2024年4月2日、対中日ドラゴンズ1回戦（バンテリンドーム ナゴヤ）、4回表に小笠原慎之介から中越適時二塁打[27]
- 初本塁打：2024年4月3日、対中日ドラゴンズ2回戦（バンテリンドームナゴヤ）、8回表に祖父江大輔から左越ソロ[28]

### 背番号
- 12（2023年[14] - ）

### 登場曲
- 「アカリ」GReeeeN（2023年）
- 「ギンギラギンにさりげなく」近藤真彦（2023年9月30日）※松田宣浩二軍引退試合[36]
- 「オリジナル スマイル」SMAP（2024年 - ）

### 代表歴
- 2022 ハーレムベースボールウィーク 日本代表